# أنيت جونسون
أنيت جونسون (بالإنجليزية: Annette Johnson)‏ هي متزحلقة نيوزيلندية، ولدت في 1928، وتوفيت في 29 سبتمبر 2017.

## وصلات خارجية
- أنيت جونسون على موقع أوليمبيديا (الإنجليزية)
- أنيت جونسون على موقع اللجنة الأولمبية النيوزيلندية (الإنجليزية)